# یواس‌اس کیتاتون (وای‌تی‌ام-۴۰۶)
یواس‌اس کیتاتون (وای‌تی‌ام-۴۰۶) (به انگلیسی: USS Kittaton (YTM-406)) یک کشتی بود که طول آن 100' بود. این کشتی در سال ۱۹۴۴ ساخته شد.